# Megfélemlítés

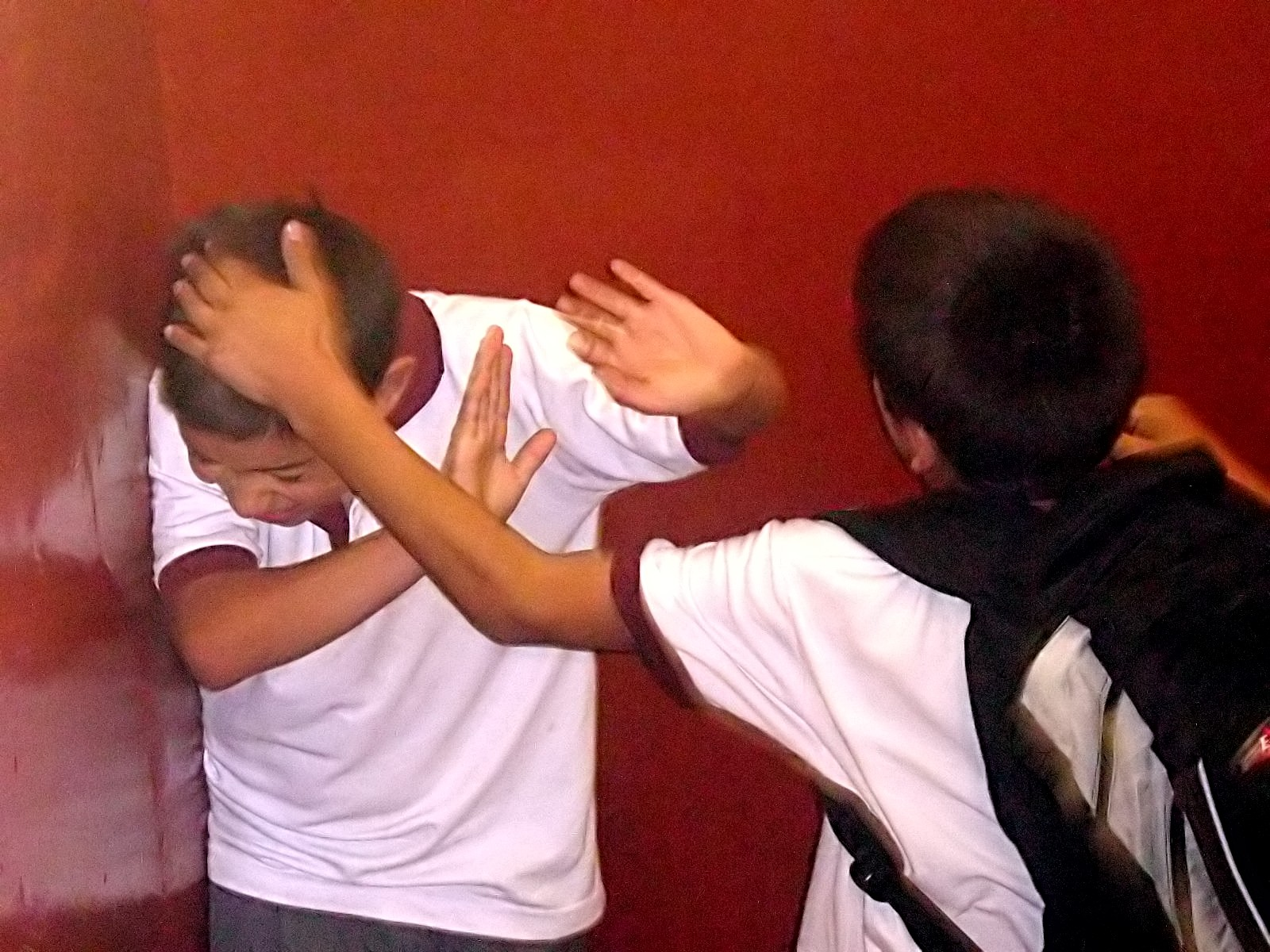
A megfélemlítés ártalmasan hat a diákok közérzetére és fejlődésére

A megfélemlítés (angol szóval bullying, munkahelyi körülmények között mobbing, hasonló értelemben használatos még: terrorizálás, zsarnokoskodás, erőszakoskodás, kegyetlenkedés, megalázás, gyötrés, kiközösítés, zaklatás, szekálás, szívatás, szadizás, kötekedés, kekeckedés) a bántalmazás egy fajtája. Olyan ismétlődő viselkedést jelent, amellyel egy csoport vagy egy személy egy másik csoport vagy személy feletti hatalmát igyekszik kialakítani vagy megerősíteni, az „erőegyensúlyt” ezáltal megszüntetve.  Ez a felborult erőegyensúly egyaránt jelenthet társas és/vagy fizikai befolyást. A megfélemlítés áldozatát gyakran a megfélemlítés célpontjának nevezik.
A megfélemlítés a bántalmazás három alaptípusából tevődik össze: érzelmi, szóbeli és fizikai formából. Gyakran folyamodik a kényszerítés rejtett módszereihez, mint például a pszichológiai manipulációhoz. A megfélemlítést többféleképpen lehet definiálni. Bár az Egyesült Királyságban jelenleg nincs törvényes meghatározása, egyes amerikai államokban már létezik ellene törvény.
Az iskolában és a munkahelyen gyakran előforduló megfélemlítést peer abuse-nak (kortársak között megnyílvánuló megfélemlítésnek) is nevezik. Robert W. Fuller a rankism (a rangsorban alattunk állók bántalmazása, megalázása) keretében elemezte ezt a viselkedésmódot.
Bármely olyan helyzetben előfordulhat, ahol az emberek kapcsolatba kerülnek egymással: létezik iskolai, templomi, családi, munkahelyi, otthoni és egyes környékeken, lakóközösségekben megjelenő formája. Gyakori kiváltó oka az elköltözésnek. Létezik társadalmi csoportok, társadalmi osztályok, sőt országok között is (l. jingoizmus), azonkívül a nemzetek közötti erőegyensúly vélt vagy valós felborulását a két világháború elsődleges okai közt is számon tartják.
 Ebből a szempontból nézve tehát ennek a jelenségnek a nemzetek közti megnyilvánulásai legalább két súlyos áldozatokkal járó háborúra vezethetők vissza.

## Meghatározása

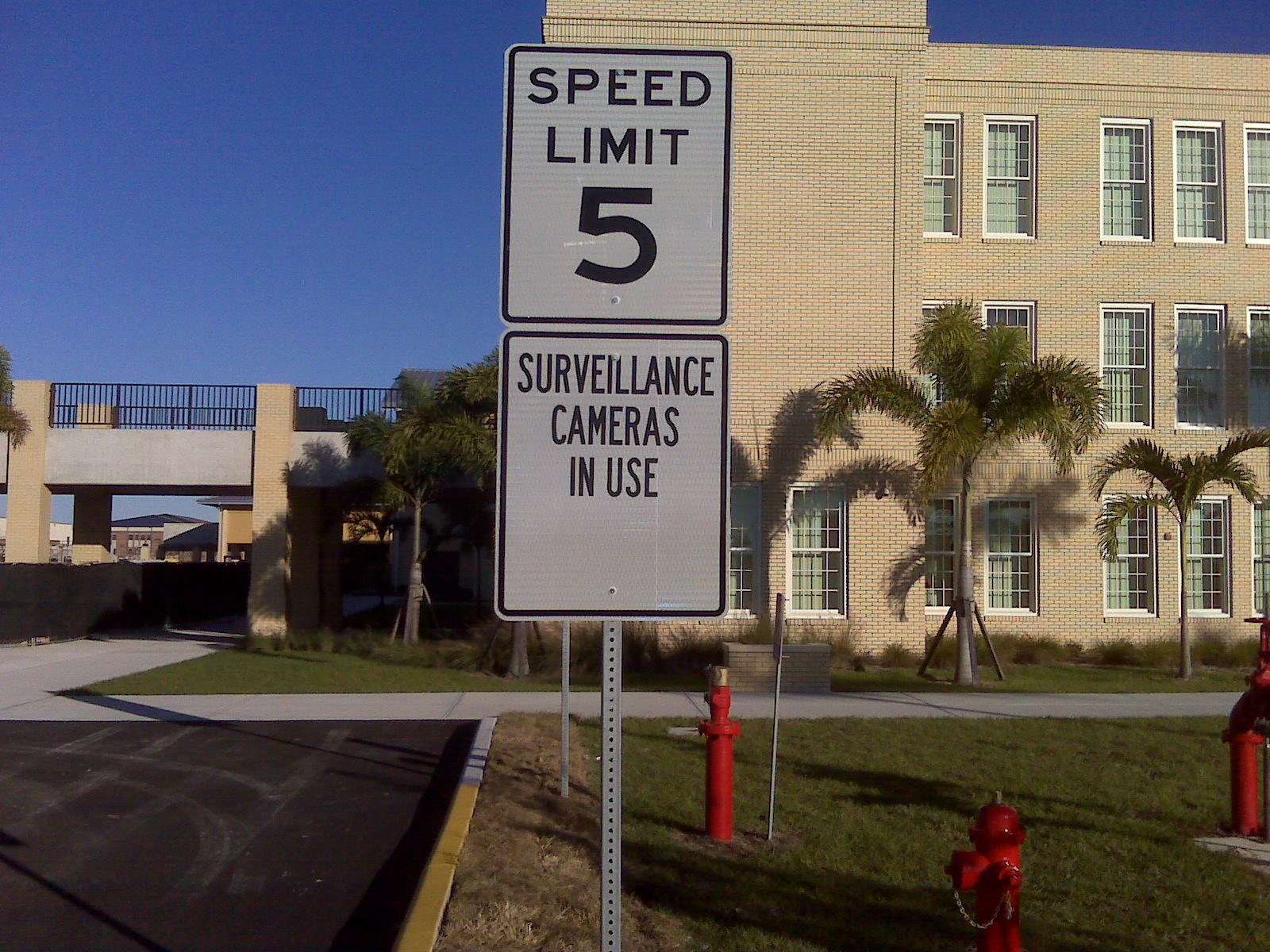
„A területen kamerás megfigyelőrendszer működik” – egyes iskolákban, ahol ez felmerült, zártláncú televíziós kamerákkal igyekeznek megoldani a problémát.

A megfélemlítés ismétlődő agresszív magatartás, melynek célja a másik ember szándékos bántalmazása (fizikai vagy mentális formában). Az egyén olyan viselkedése jellemzi, amellyel egy másik fölött hatalomra tehet szert.
Dan Olweus norvég kutató úgy definiálja a megfélemlítést, amikor valaki
„ismételten és hosszabb időn át negatív cselekedeteknek van kitéve egy vagy több más személy részéről”. A negatív cselekedetet pedig úgy határozza meg, „amikor valaki fizikailag, szóban vagy más módon szándékosan sérelmet vagy kellemetlenséget okoz egy másik embernek”.

## Általános jellemzői
A megfélemlítés körébe tartozik a csúfolódás, a szóbeli vagy írásbeli sértegetés, a tevékenységből, illetve a társas helyzetekből való kizárás, a fizikai bántalmazás és a kényszerítés. A megfélemlítő személy viselkedhet így azért, hogy népszerűnek, illetve erősnek, keménynek tűnjön, vagy pedig hogy felhívja magára a figyelmet. Lehet a háttérben féltékenység, vagy pedig hogy őt magát is megfélemlíti valaki.
Az USA-beli Országos Oktatási Központ statisztikái szerint a megfélemlítés két nagyobb csoportba sorolható: közvetlen és közvetett formára, ahol az utóbbi társas agresszió néven is ismert.
Amint az ezzel foglalkozó tanulmány szerzője, Ross megállapítja, a közvetlen megfélemlítés a fizikai agresszió számtalan formáját foglalja magába: az érintett lökdösése, böködése, megdobálása, rugdosása, hajhúzás, karmolás, harapás, csípés, szurkálás, tenyérrel vagy ököllel való ütés, verés, fojtogatás.
Mint írja, a társas agresszió vagy közvetett megfélemlítés során az áldozatot elszigetelődéssel fenyegetik. Ezt számos úton érhetik el, többek közt pletyka terjesztésével, az áldozattal való barátkozás elutasításával, a vele barátkozni igyekvők megfélemlítésével, valamint a célszemély öltözködésének vagy más társas szinten jelentős vonásainak (pl. etnikai hovatartozásának, vallásának, fogyatékosságának) kifogásolásával. Ross a közvetett megfélemlítés más formáit is bemutatja, amelyek rejtettebbek és jórészt szóban történnek: a csúfolódás, a néma elzárkózás, az áldozat belehajszolása vitával az önfeladásba, alávetettségbe, a manipuláció, a pletykálkodás, ill. valótlanságok vagy hazugságok terjesztése, szóbeszéd, rossz hír keltése, az illető bámulása, fixírozása, ill. kinevetése, egyes múltbeli eseményekre utaló szavak emlegetése, valamint a gúnyolódás. Az Act Against Bullying („Lépj a Megfélemlítés Ellen”) nevű gyermekjóléti szervezetet 2003-ban hozták létre azzal a céllal, hogy kutatással és a megbirkózási készségek közreadásával segítsék az effajta megfélemlítést elszenvedő gyerekeket.   Magyarországon 2013 januárban a Felelős Társadalomért Közhasznú Alapítvány Archiválva 2014. március 2-i dátummal a Wayback Machine-ben indította el a Megfélemlítés Elleni Programot (MEP) Archiválva 2014. július 14-i dátummal a Wayback Machine-ben, melynek célja az iskolai- és a cyber (kiber) megfélemlítés megelőzése és megszüntetése.

## A megfélemlítés hatásai az áldozatra
Az ilyen bánásmód hatásai súlyosak, olykor végzetesek is lehetnek. A dublini Trinity College Megfélemlítés Elleni Központjának munkatársa, Mona O’Moore így fogalmazott: „Egyre több kutatási eredmény áll rendelkezésünkre, mely azt mutatja, hogy azokat az egyéneket, akár gyermekeket, akár felnőtteket, akik rendszeresen megalázó bánásmódnak vannak kitéve, különféle stresszes eredetű betegségek fenyegetik, s ez olykor öngyilkossághoz is vezethet.”
Áldozatai nemritkán hosszú távú érzelmi és viselkedési gondokkal küzdenek. A megfélemlítés magányosságot, depressziót, szorongást okozhat, alacsony önértékeléshez és a betegségek iránti nagyobb fogékonysághoz vezethet.
Az amerikai Állami Törvényhozás Országos Tanácsa így fogalmazott:
„Egy 2002-ben az USA titkosszolgálata által kiadott jelentés arra a következtetésre jutott, hogy a megfélemlítés lényeges szerepet játszott számos iskolai lövöldözésben, és lépéseket kell tenni a megfélemlítő viselkedés kiküszöbölésére.”

### Öngyilkosság
Szoros kapcsolat áll fenn a megfélemlítés és az öngyilkosság között. A megfélemlítés évről évre számos öngyilkossághoz vezet. Egy becslés szerint évente csupán az Egyesült Királyságban 15-25 gyerek oltja ki az életét emiatt.

## A megfélemlítő személy jellemzői
A kutatások alapján a másokat megfélemlítő felnőttek autoriter természetűek, és erős igényük van mások irányítására, a fölöttük való uralkodásra, dominanciára. Arra utaló jelek is vannak, hogy a beosztottakról való előítéletes vélemény további veszélyfaktort jelenthet.
Más tanulmányok azt mutatták ki, hogy irigység és sértettség is lehet az ilyenfajta magatartás motívuma. A megfélemlítő személyek önértékelésének kutatása ellentmondó eredményeket hozott. Míg némelyek közülük arrogánsok és nárcisztikusak, másoknál ez a viselkedés a szégyen vagy a szorongás leplezését szolgálhatja, vagy pedig önértékelésük javítását: a bántalmazó ilyenkor mások lealacsonyításából, megalázásából merít erőt.
A kutatók más rizikófaktorokat is azonosítottak, így a depressziót és személyiségzavarokat, valamint a hirtelen haragot és az erőszakhoz folyamodást, az agresszív viselkedési formáktól való függőséget, mások tetteinek tévesen ellenségesként való értelmezését, az énkép megőrzésének fontosságát, és a kényszeres, merev cselekedetekbe bocsátkozás hajlamát. Az ilyen viselkedés okozója mindezen tényezők együttese is lehet.

Gyakran felvetik, hogy a megfélemlítő viselkedés a gyermekkorból ered:
|  | „„Ha nem szabnak gátat gyermekkorban az agresszív viselkedésnek, fennáll a veszélye, hogy szokássá válik. Mi több, kutatások igazolják, hogy ez a fajta gyermekkori viselkedés a felnőttkorban bűnelkövető magatartáshoz és családon belüli bántalmazáshoz vezethet.”” |
|  | |

A megfélemlítő személyek azért is viselkedhetnek így, mert korábban maguk is ennek áldozatai voltak. Azt is bizonyították, hogy a megfélemlítő személyek jóval nagyobb eséllyel kerülnek később börtönbe.

## A rendszeres megfélemlítés valószínű célpontjainak jellemzői
Míg a krónikus megfélemlítés a felszínen csupán egy (vagy több) ’agresszor’ egy (vagy több) ’célszemély’ elleni akciójának tűnik, ennek eredményességéhez mélyebb szinten szükség van egy krónikusan inadekvát reagálásra is a célszemély(ek) részéről. Olyan válaszra, amelyet a megfélemlítő és a célszemély egyaránt elégtelennek tart az ismétlődő folyamat megszakítására. Azok az egyének vagy csoportok, akik képesek oly módon reagálni az első megfélemlítő próbálkozásokra, ami kellőképpen elveszi a megfélemlíteni igyekvő személy kedvét a további kísérletekre, természetüknél fogva aránylag könnyen kivonják magukat ebből a pusztító körforgásból. Azokból viszont, akik a stresszes helyzetekre leginkább hajlamosak önmagukat áldozatnak tekintve reagálni, a krónikus megfélemlítés legalkalmasabb ’célpontjai’ válhatnak.
A megfélemlítés ördögi köréhez rendszerint szervesen hozzátartozik a megfélemlíteni igyekvő személy valamely agresszív megnyilvánulása, valamint a célpont erre adott reakciója, amelyet mindketten a megadás, az alávetettség egyfajta jelének tekintenek. A folyamat csak akkor indul el, ha mindkét említett lényeges elem jelen van. Ha ezek megjelennek, akkor a körforgás folytonosan fenntartja önmagát, és hónapokig, évekig, akár évtizedekig eltarthat. Legkönnyebben a kezdetén lehet megszakítani, azonban ez bármely későbbi időpontban is megtörténhet, ha két alapelemének valamelyikét eltávolítjuk. Bár a csoportos bevonódás látszólag bonyolítja ennek folyamatát, az továbbra is egyfajta hallgatólagos kezdeti megegyezésen alapul a megfélemlítés vezetője és a célpont között, hogy az utóbbi „megadta magát” az előbbieknek. A megfélemlítő személy eközben ilyen jellegű nyilatkozatot kíván tenni: „Nézz rám és félj tőlem: hatalmamnál fogva képes vagyok a kívánt célpontnak a nekem megfelelő módon és időben fájdalmat okozni, anélkül hogy ezért felelnem kéne.” Ha a célszemély a krónikus megfélemlítésre válaszul „legyőzött hozzáállást” tanúsít, a körforgás minden bizonnyal folytatódni fog. Ha pedig a célszemély az önbizalom világos tanújelét mutatja attitűdjében, és valami módon jelzi, hogy a megfélemlítő személy leigázási törekvése hatástalan, akkor a szándék szinte biztosan elenyészik rövid időn belül, vagy teljesen meg is szűnik.

## Lásd még
- Kiközösítés
- Zaklatás a magyar jog szerint
- Szociális fóbia

## Fordítás
- Ez a szócikk részben vagy egészben  a   Bullying című angol Wikipédia-szócikk ezen változatának fordításán alapul.  Az eredeti cikk szerkesztőit annak laptörténete sorolja fel. Ez a jelzés csupán a megfogalmazás eredetét és a szerzői jogokat jelzi, nem szolgál a cikkben szereplő információk forrásmegjelöléseként.